# 宮瀬玲奈
宮瀬 玲奈（みやせ れいな、5月26日 - ）は、日本に在住する女性声優、アイドルであり、デジタル声優アイドルグループ22/7の元メンバー。

## 略歴
- 2016年
  - 12月24日 - 応募総数10,325名の中から[2]、22/7最終オーディションに合格。エントリーナンバーは9番。
- 2017年
  - 3月2日 - 「私たちの名付け親になってください」SHOWROOM配信で、名前を募集[3]。
  - 3月4日 - メンバー名発表SHOWROOM配信で、名前が「宮瀬玲奈」に決定（名前が決まるまでは「みゅう」と呼ばれていた）。
  - 5月19日[4] - 配役決定生電話SHOWROOM配信で、22/7のキャラクターの立川絢香の声優を担当することが正式に決定。それに伴い素顔が初公開された。
  - 9月20日 - 22/7の1stシングル「僕は存在していなかった」でメジャーデビュー。
- 2018年
  - 7月7日 - 自らが声優を務める立川絢香として出演する『22/7 計算中』が放送開始。
  - 11月16日 - 立川絢香としてバーチャルYouTuberデビュー[5]。
- 2020年
  - 12月14日 - Web配信による冠番組「宮瀬玲奈の今にゃんしよーと？」が開始。
- 2021年
  - 5月31日 - 「アサルトリリィ×私立ルドビコ女学院『シュベスターの祈り』」で舞台初主演。
- 2023年
  - 1月25日 - 11thシングルの活動をもって22/7から卒業することを発表した[6]。
  - 4月7日 - サンリオピューロランドにて、「宮瀬玲奈の今にゃんしよーと？」の有観客イベントを開催した。[7]
  - 5月25日に「宮瀬玲奈　卒業コンサート」をZepp DiverCity(TOKYO)で開催。[8]
  - 5月31日 - 22/7を卒業。

## 人物
- 愛称は「れいにゃん」、ファンの愛称は「にゃいと（騎士団）」。
- 姉がいる[9]。
- 役者の演技への憧れや、映画・ドラマ・ゲーム・アニメを通じて受け取る側ではなく発信する側の人になりたいという思いから応募した。憧れとしているアイドルは、白石麻衣（乃木坂46）、山本彩（NMB48）、渡辺麻友（AKB48）[10]。
- お笑い好きのほか、インタビューの際には邦画についても多く語っており、加藤一二三の影響で将棋を趣味にしている[11]
- ゲーム好き。「宮瀬玲奈の今にゃんしよーと？ ～すいとーばい。スペシャル～」では大乱闘スマッシュブラザーズ SPECIAL、Apex Legendsのゲーム生配信を行った。[12]

## 出演

### テレビアニメ
- 22/7（2020年、立川絢香[13]）

### テレビ番組
- 22/7 計算中（2018年7月7日 - 、立川絢香）
- 22/7 検算中（2021年1月9日 - 3月27日）

### 舞台
- アサルトリリィ（岸本・ルチア・来夢）
  - アサルトリリィ The Fateful Gift（2020年9月3日 - 9月13日）
  - アサルトリリィ×私立ルドビコ女学院『シュベスターの祈り』（2021年5月31日 - 6月6日）
  - アサルトリリィ×私立ルドビコ女学院『シュベスターの秘密』（2021年10月15日 - 10月24日）
  - アサルトリリィ Lost Memories（2022年1月20日 - 30日[14]）
  - アサルトリリィ×私立ルドビコ女学院『白きレジスタンス～約束の行方～』（2022年6月30日 - 7月6日）
- ピウス企画『オールドメイド』（2020年11月26日 - 12月6日、清水朱音[15]）
- ヒロイン（2021年4月21日 - 28日、寺内遥）

### 映画
- ヲタクに恋は難しい（2020年2月7日、東宝） - ミュージカルパート

### ネット番組
- 宮瀬玲奈の今にゃんしよーと？（2020年12月 - 、ニコニコ生放送）

### ゲーム
- 22/7 音楽の時間（2020年、立川絢香[16]）
- アサルトリリィ Last Bullet（2022年、岸本・ルチア・来夢[17]）

### ラジオ
- 22/7 割り切れないラジオ（2017年4月23日 - 2018年7月1日、超!A&G+） - 不定期[18]
- 22/7 割り切れないラジオ+（2020年7月4日 - 2023年4月1日、超!A&G+） - 不定期

## ディスコグラフィ

### キャラクターソング
| 発売日  | 商品名                                                                              | 歌                                                                         | 楽曲                 | 備考                                                      |
| 2020年  | 2020年                                                                              | 2020年                                                                     | 2020年               | 2020年                                                    |
| ------- | ----------------------------------------------------------------------------------- | -------------------------------------------------------------------------- | -------------------- | --------------------------------------------------------- |
| 8月19日 | 「22/7」Blu-ray & DVD Vol.5 完全生産限定版特典CD                                    | 立川絢香（宮瀬玲奈）                                                       | 「Moonlight」        | アニメ『22/7』エンディングテーマ                          |
| 2021年  |                                                                                     |                                                                            |                      |                                                           |
| 5月26日 | 舞台「アサルトリリィ League of Gardens / アサルトリリィ The Fateful Gift」 BD特典CD | 一柳隊、ルド女選抜、御台場選抜、相模女子選抜、ヘルヴォル、御前（佃井皆美） | 「君の手を離さない」 | 舞台『アサルトリリィ The Fateful Gift』オープニングテーマ |

### ユニットメンバー
1. ↑  一柳梨璃（赤尾ひかる）、白井夢結（夏吉ゆうこ）、楓・J・ヌーベル（井澤美香子）、二川二水（西本りみ）、安藤鶴紗（紡木吏佐）、吉村・Thi・梅（岩田陽葵）、郭神琳（星守紗凪）、王雨嘉（遠野ひかる）、ミリアム・ヒルデガルド・v・グロピウス（高橋花林）
2. ↑  戸田・エウラリア・琴陽（田上真里奈）、福山・ジャンヌ・幸恵（中村裕香里）、岸本・ルチア・来夢（宮瀬玲奈）、黒木・フランシスカ・百合亜（梅原サエリ）、長谷川・ガブリエラ・つぐみ（長橋有沙）
3. ↑  川村楪（あわつまい）、船田初（西葉瑞希）、船田純（石井陽菜）
4. ↑  石川葵（広沢麻衣）
5. ↑  相澤一葉（藤井彩加）、佐々木藍（夏目愛海）、飯島恋花（石飛恵里花）、初鹿野瑤（三村遙佳）、芹沢千香瑠（野中深愛）